# Nœud de pêcheur
Le nœud de pêcheur ou nœud de pêcheur simple est un nœud d'ajut permettant de réunir deux courants, deux extrémités de cordage, par deux demi-nœuds simples réalisés l'un sur l'autre, l'un opposé à l'autre pour qu'à la traction ils se retrouvent tête-bêche, courants en appui et bloquer l'un contre l’autre.
Son objectif est alors de prolonger un cordage, ou de fermer un cordage sur lui-même afin de réaliser un anneau. Il peut être réalisé avec des cordages de diamètres différents, et reste très solide.
Il possède malgré tout deux inconvénients : Il peut être très difficile à dénouer s'il a été soumis à une très forte tension, mais reste possible à dénouer en écartant doucement les demi-nœuds. Ensuite, il augmente significativement le diamètre de la corde à l'endroit du nœud, ce qui rend délicat les passages d'œils ou obstacles au risque de se coincer.

## Nouage
Former avec chaque courant un demi-nœud autour du dormant opposé.

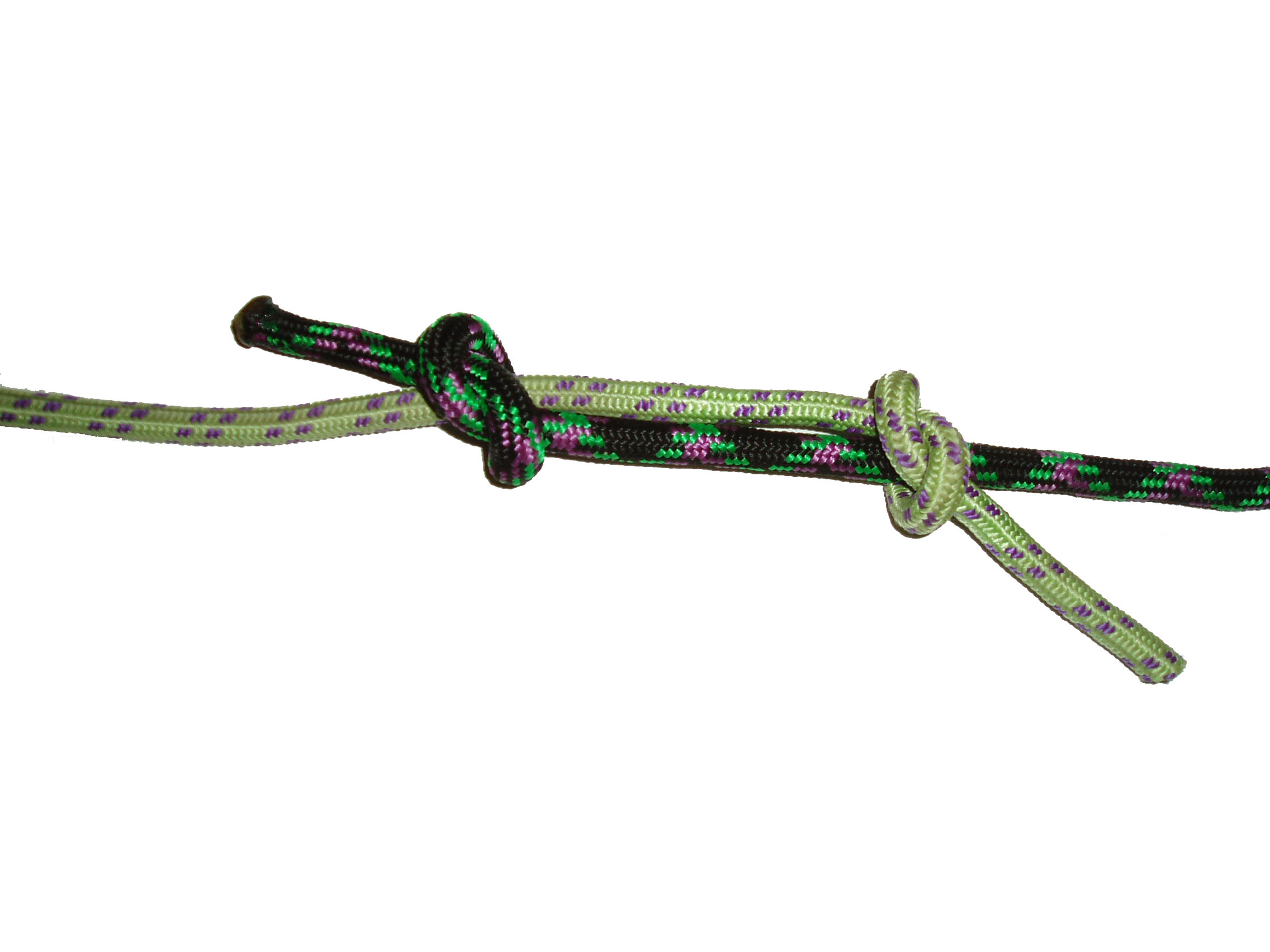
Nœud de pêcheur non serré